# 福原将宜
福原 将宜（ふくはら まさのぶ、1970年10月3日 - ）は、北海道江別市出身のギタリスト。愛称は「福ちゃん」。
歌手の福原美穂ははとこにあたる。

## バイオグラフィ
中学時代にギターを始める。北海道大麻高等学校卒業後の1989年]渡米し、バークリー音楽大学に入学。1991年ロサンゼルスのM.Iを卒業後、帰国した。
ライブセッションを始め、1994年にNOBU CAINE第四期ギタリストとして加入する。1996年のNOBU CAINE4thアルバム「IGNITION」にはアメリカ留学中に作曲した「SILENT LAKESIDE」が収められている。
以後、数々のアーティストのレコーディング、ライブサポートに参加。他に、コンポーザーとしても活動中。
2010年4月には、6年ぶりにBack Bay Gangとしての活動を復活。